# Primaten
De primaten of opperdieren (Primates) vormen een orde in de klasse van zoogdieren waartoe alle soorten halfapen en apen, inclusief de in de evolutie enige overgebleven mensensoort, Homo sapiens, behoren. De wetenschappelijke naam "Primates" betekent "eersten".
Primaten zijn 85–55 miljoen jaar geleden ontstaan uit voorouders die leefden in de bomen van tropische bossen. Tijdens de evolutie hebben primaten zich sterk aangepast om in deze uitdagende omgeving te overleven. Belangrijke kenmerken zijn de grote hersenen, het goede gezichtsvermogen, het zien van kleuren en de mobiele schoudergordel. De meeste soorten hebben een opponeerbare duim en idem grote teen die hen in staat stellen om voorwerpen beet te pakken en te gebruiken. Sommige hebben een grijpstaart.
Primaten hebben complexe bewegingstechnieken ontwikkeld; ze zijn in staat van boom tot boom te springen, op twee of vier ledematen te lopen, en aan takken van bomen te zwaaien. Alle primaten worden gekenmerkt door een toenemend gebruik van stereoscopisch zicht ten koste van de reuk, het dominante sensorisch systeem van de meeste zoogdieren. Deze eigenschappen zijn meer ontwikkeld bij apen en halfapen, maar minder bij lori's en maki's. Veel soorten zijn seksueel dimorf. Volwassen primaten leven solitair, in paren of in groepen tot honderden leden.

## Groepering

### Halfapen
Halfapen zijn kleine boombewoners die meestal 's nachts actief zijn. De primitiefste soorten lijken sterk op insecteneters. Halfapen zijn een relatief primitieve, niet gespecialiseerde groep zoogdieren, waarvan de primaten zich in een vroeg stadium van zoogdierevolutie vertakten.

### Apen
De apen zijn dagdieren en hebben over het algemeen vlakkere, expressievere gezichten en betere ontwikkelde hersenen dan halfapen. Net als halfapen lopen ze op vier voeten. De breedneusapen zijn anatomisch verschillend van de apen van de Oude Wereld.

### Mensapen
Mensapen zijn een superfamilie binnen de apen die gekenmerkt wordt door een hoge intelligentie en het ontbreken van een staart. Hieronder vallen de gibbons, orang-oetans, gorilla's, bonobo's, chimpansees en ook de mens.
Mensen worden daarnaast gekenmerkt door het gebruik van taal en een hoogontwikkelde capaciteit om het milieu te manipuleren. Tevens hebben zij een bekkenstructuur die aan een rechte houding is aangepast.

## Evolutie
Met uitzondering van de mens, die ieder continent bewoont, leven de meeste primaten in de tropische of subtropische regio's van Noord-, Midden- en Zuid-Amerika, Afrika en Azië. In grootte variëren de primaten van de dwergmaki Microcebus berthae, die slechts 50 gram weegt, tot de berggorilla (Gorilla beringei), die 200 kg weegt. Gigantopithecus, uit het Pleistoceen, kon wel 300 kilogram worden. Op basis van fossiel bewijsmateriaal is vastgesteld dat de primitieve voorouders van de primaten mogelijk al bestonden in het Laat-Krijt, ongeveer 65 miljoen jaar geleden. De oudst bekende primaat, Plesiadapis, stamt uit het Laat-Paleoceen, 55 tot 58 miljoen jaar geleden. Op basis van moleculaire klok studies wordt gesuggereerd dat de primatentak wellicht nog ouder is en kan stammen uit het Midden-Krijt rond 85 miljoen jaar geleden.

## Anatomie en seksueel dimorfisme
Primaten hebben naar voren gerichte ogen aan de voorkant van de schedel. Een binoculaire dispariteit maakt nauwkeurige afstandwaarneming mogelijk, wat nuttig was voor de brachiale voorouders van alle mensapen. Een knokige rand boven de oogkassen versterkt de zwakkere botten in het gezicht, die worden belast tijdens het kauwen. De halfapen (Strepsirrhini) hebben een bot rond de oogkas om hun ogen te beschermen, dit in tegenstelling tot de hogere primaten, de Haplorhini, die een volledig afgesloten oogkas hebben ontwikkeld.

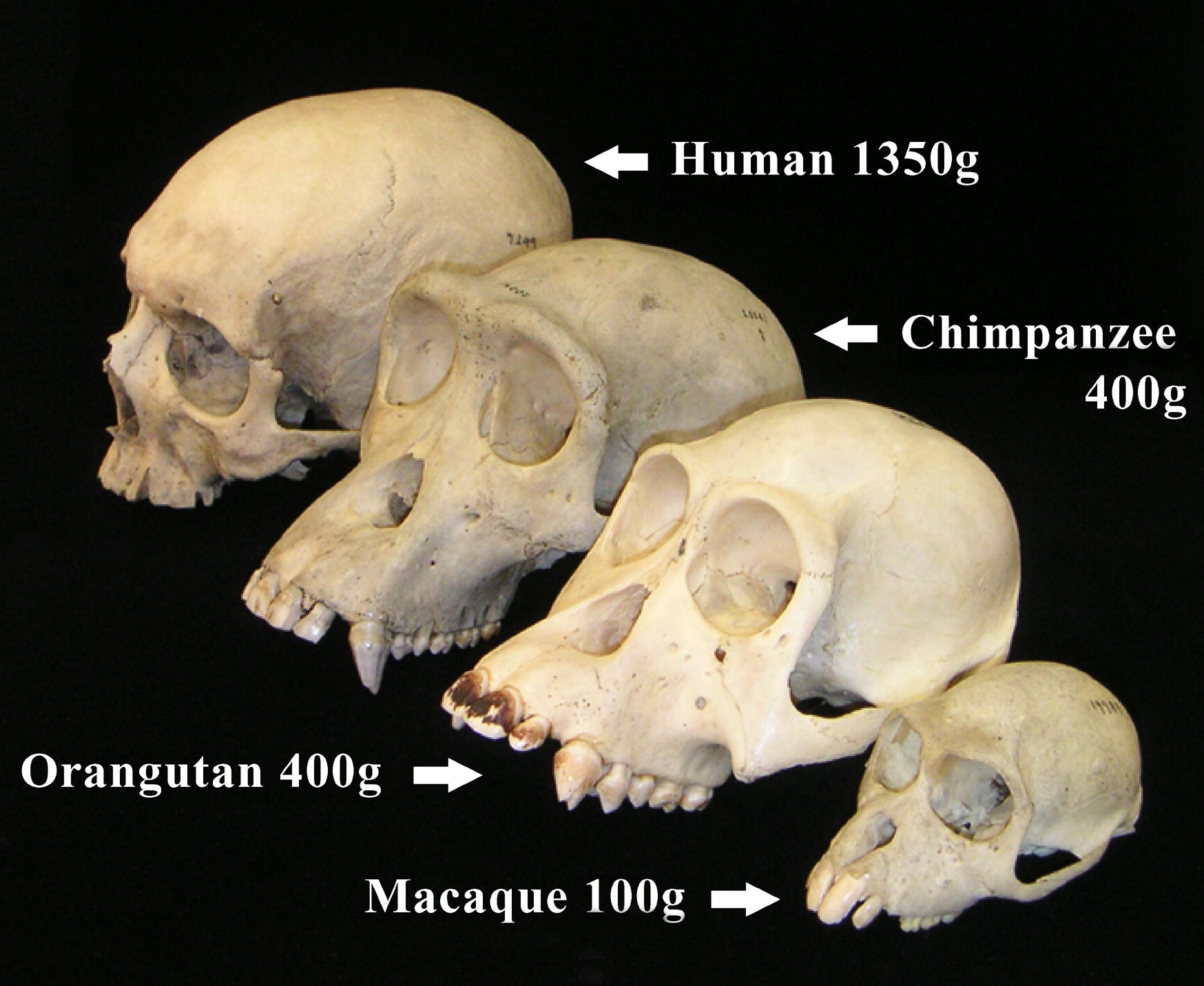
Primatenschedels met daarbij aangegeven de hoeveelheid hersenmassa

Primaten hebben een grote, gewelfde schedel, die in het bijzonder prominent aanwezig is bij de apen (Simiiformes). De schedel beschermt de grote hersenen, een ander onderscheidend kenmerk binnen deze groep. Het schedelvolume is bij mensen drie keer zo groot als bij de grootste niet menselijke primaat als gevolg van grotere hersenen. Het gemiddelde volume is 1201 kubieke centimeters bij mensen, 469 cm³ bij gorilla's, 400 cm³ bij chimpansees en 397 cm³ bij orang-oetans. De primaire evolutionaire trend van de primaten is te zien in de ontwikkeling van de hersenen, in het bijzonder in de neocortex, een deel van de hersenschors, dat betrokken is bij het zintuiglijk waarnemen, het genereren van signalen voor de beweging, ruimtelijk inzicht, bewust denken en bij mensen, het spreken. Terwijl andere zoogdieren sterk afhankelijk zijn van hun reukzin, heeft het leven van de primaten in bomen geleid tot een tast en visueel dominant zintuigelijk systeem en een afname van de delen van de hersens die relevant zijn voor de reukzin en een steeds complexere sociaal gedrag.

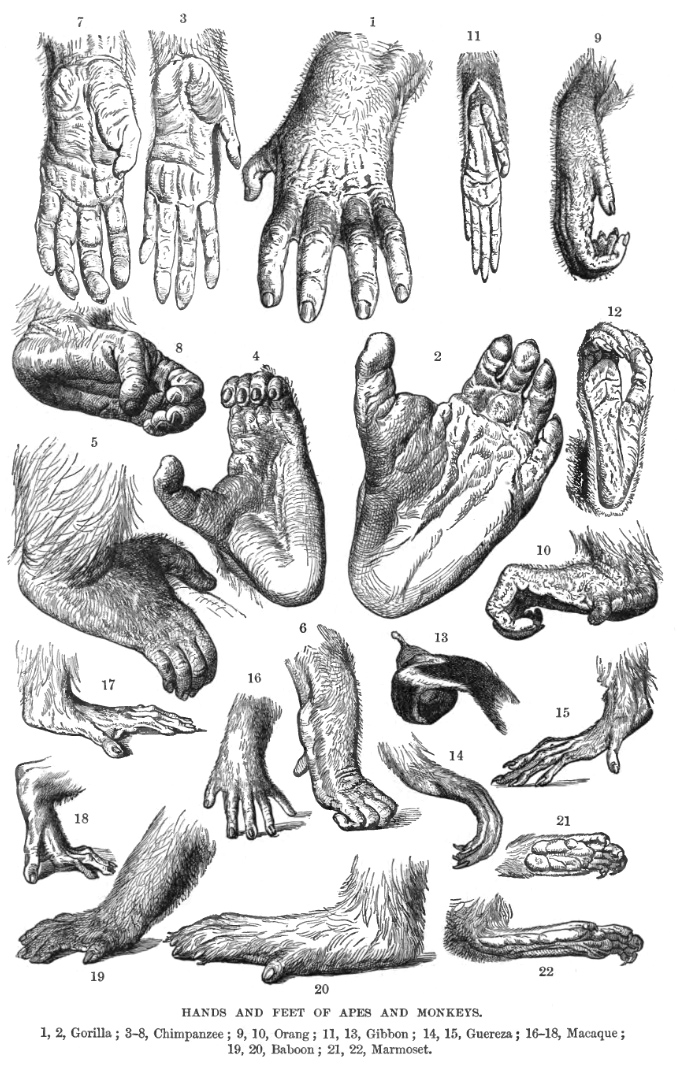
Tekening uit 1893 met handen en voeten van de verschillende primaten

Primaten hebben over het algemeen vijf vingers of tenen aan elk van de ledematen, met keratine-nagels aan het einde van elke vinger en teen. De onderkant van de handen en voeten hebben gevoelige uiteinden aan de vingertoppen. De meeste primaten hebben een opponeerbare duim, een karakteristieke eigenschap van primaten, hoewel er ook andere zoogdierorden zijn die dat hebben, zoals bijvoorbeeld de opossums. Hiermee kunnen ze voorwerpen vastpakken en vasthouden of gereedschap gebruiken. Bij primaten is de combinatie van een opponeerbare duim, korte nagels (in plaats van klauwen) en lange, naar binnen sluitende vingers een relict uit voorouderlijke praktijk om takken te grijpen en heeft het voor sommige soorten gedeeltelijk mogelijk gemaakt om een techniek te ontwikkelen om zich al slingerend aan de ledematen door de bomen voor te bewegen. Halfapen hebben klauwachtige nagels en een tweede teen aan elke voet, die ze gebruiken voor de verzorging.

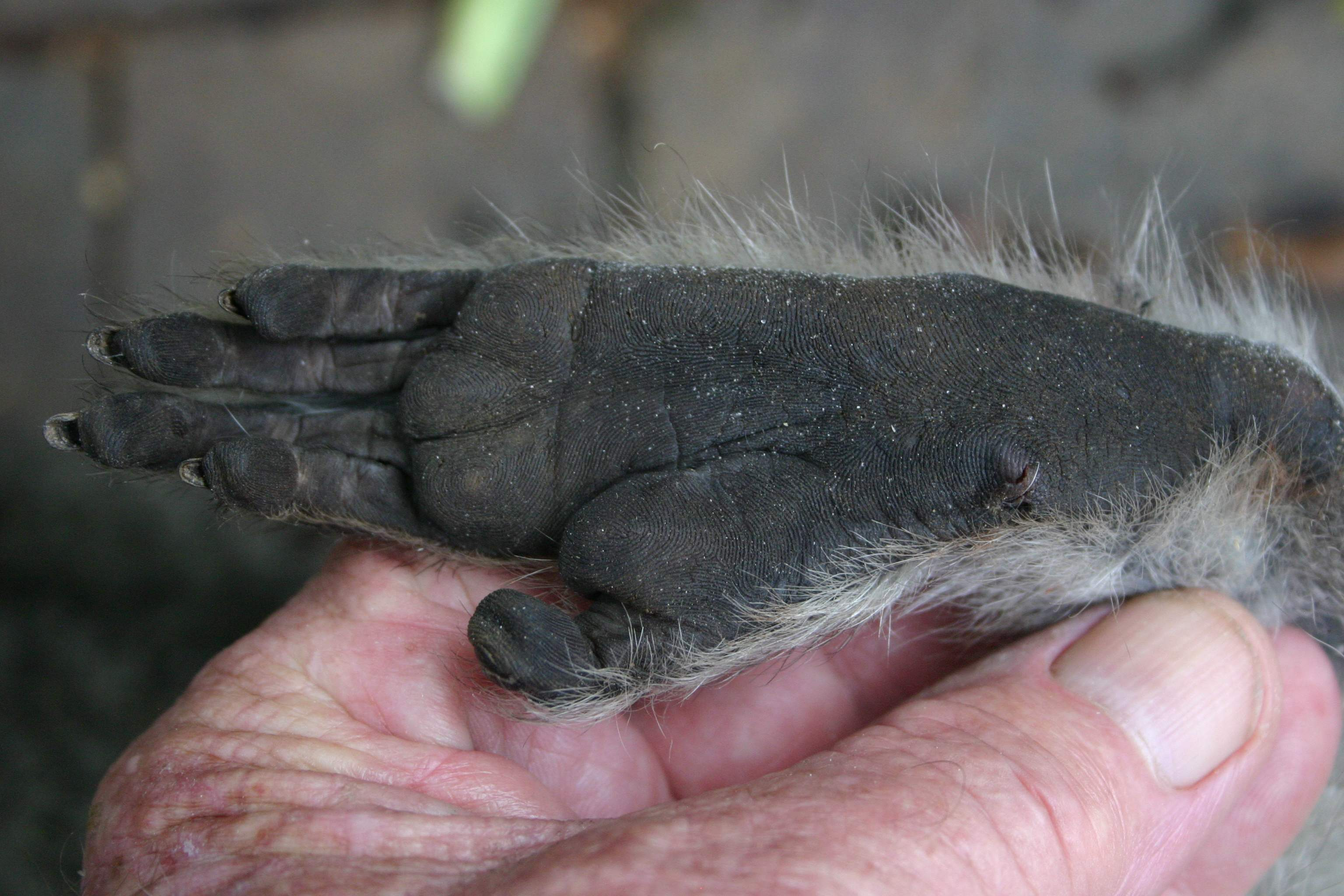
Achtervoet van een vervet, met vingerafdruklijnenpatroon op de zool

Het sleutelbeen van primaten is een prominent onderdeel van de schoudergordel, dit geeft het schoudergewricht een grote bewegelijkheid. Mensapen hebben beter beweegbare schoudergewrichten en armen door de dorsale positie van het schouderblad, de bredere borstkas, die minder diep en korter is en een minder bewegelijke wervelkolom. In tegenstelling tot de mensapen hebben apen van de Oude Wereld een staart. De enige primatenfamilie met volledige grijpstaart zijn de grijpstaartapen, Atelidae, uit de klade van de breedneusapen, met inbegrip van de brulapen, slingerapen, spinapen en wolapen. De kapucijnapen hebben een gedeeltelijke grijpstaart.
Primaten tonen een evolutionaire trend in de richting van een kortere snuit. Morfologisch worden de apen van de Oude Wereld en de apen van de Nieuwe Wereld onderscheiden door de structuur van de neus en door de opstelling van hun tanden. Bij de apen van de Nieuwe Wereld staan de neusgaten zijwaarts, bij die van de Oude Wereld staan ze naar beneden gericht.
De dentitieverschillen bij de primaten zijn aanzienlijk. Hoewel enkele soorten het grootste deel van hun snijtanden heeft verloren, hebben ze alle ten minste een lagere snijtand behouden. Bij de meeste halfapen vormen de onderste snijtanden en hoektanden een tandkam, die wordt gebruikt bij het verzorgen en soms bij het foerageren en de eerste onderste premolaar de vorm van een hoektand. De apen van de Oude Wereld hebben acht premolaren tegenover 12 bij de apen van de Nieuwe Wereld. De soorten apen van de Oude Wereld zijn onderverdeeld afhankelijk van het aantal knobbels op hun molaren; mensapen hebben er vijf, de overige soorten hebben er vier. Bij mensen kan de groei van de vijfde molaar soms uitblijven.
Halfapen worden onderscheiden door hun onbeweeglijke bovenlippen, de vochtige punt van hun neus en hun naar voren gerichte onderste voortanden.

### Kleurenperceptie
De ontwikkeling van het kunnen zien van kleuren bij primaten is een unicum onder de meeste placentadieren. Met uitzondering van sommige buideldieren ontwikkelden alle andere zoogdieren zich namelijk als dichromatisch of totaal kleurenblind. De eerste gewervelde voorouders van de primaten konden reeds drie kleuren zien (trichromatisch zicht). In de loop van het Mesozoïcum hebben de voorouders van nocturnale primaten, zoals nachtaapjes en galago's, een kegeltje in het netvlies verloren. Daardoor kunnen zij nu nog maar twee kleuren waarnemen (monochromatisch zicht).
Smalneusapen, waaronder ook de mens, zijn trichromatisch door een duplicatie van het rood-groen-opsinegen. Deze duplicatie heeft 30 tot 40 miljoen jaar geleden plaatsgevonden. Bij breedneusapen hebben alleen de vrouwtjes trichromatisch zicht. Het vrouwtje moet dan wel heterozygoot zijn voor twee allelen van het opsinegen (rood en groen) op dezelfde locus van het X-chromosoom. Als dit niet het geval is dan is zij dichromatisch; mannetjes zijn dat altijd.
Net als de smalneusapen vertonen brulapen (een familie van de breedneusapen) trichromatisme dat is terug te voeren op een evolutionair recente genduplicatie. Brulapen zijn een van de meest gespecialiseerde bladeters van de apen van de Nieuwe Wereld - vruchten zijn geen groot deel van hun voedingspatroon - en het voorkeurstype bladeren dat ze consumeren (jong vanwege de voedingswaarde en verteerbaarheid) wordt slechts gedetecteerd door een rood-groen signaal. Veldonderzoek dat de voedingsgewoonten van de brulapen bestudeert, suggereert dat trichromatisme werd geselecteerd door de omgeving waarin ze leven.

### Seksuele dimorfie

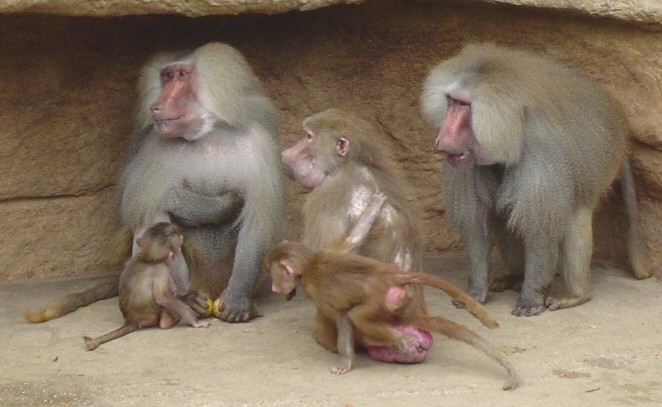
Het verschil in grootte tussen de vrouwelijke en twee mannelijke mantelbavianen als vorm van seksueel dimorfisme

Seksuele dimorfie is vaak zichtbaar bij apen, zij het in grotere mate bij de apensoorten van de Oude Wereld dan bij de apensoorten van de Nieuwe Wereld. In moderne studies worden DNA-vergelijkingen uitgevoerd om zowel de variatie in dimorfisme als de fundamentele oorzaken te achterhalen. Verschillende factoren zoals het paarsysteem, de grootte, de leefomgeving en het voedingspatroon zijn bepalend voor de mate van dimorfisme. Primaten kunnen dimorfie vertonen in lichaamsgewicht, grootte van de hoektand en vacht of huidskleur.
Vergelijkende analyses hebben geleid tot een meer volledig begrip van de relatie tussen seksuele selectie, natuurlijke selectie en paringsystemen bij primaten. Dimorfisme blijkt het product te zijn van veranderingen in zowel mannelijke als vrouwelijke eigenschappen.

## Gedrag

### Sociale structuur
Richard Wrangham stelt dat de sociale structuur van niet menselijke primaten het best kan worden bepaald door de hoeveelheid uitwisselingen van vrouwtjes die voorkomen tussen groepen. Hij stelde vier categorieën voor:
- het vrouwentransfersysteem; vrouwen gaan hierbij weg van de groep waarin ze zijn geboren;[33]

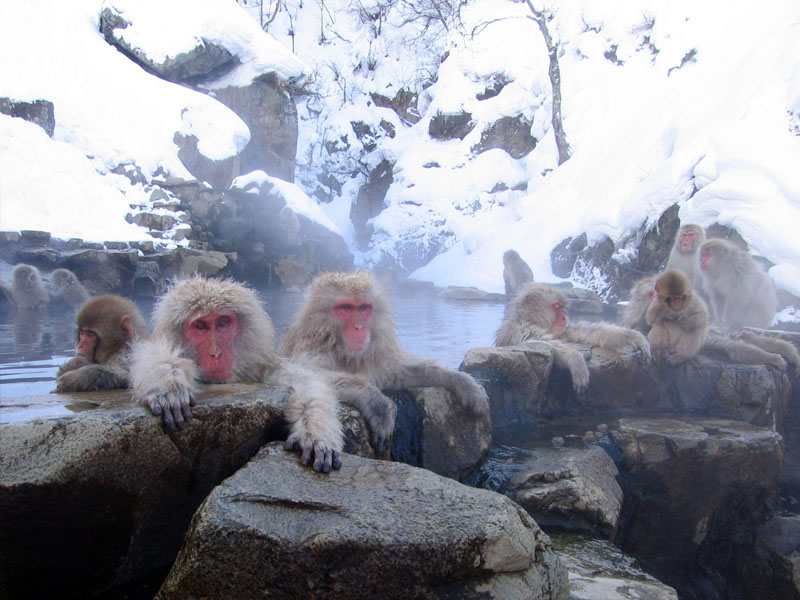
Japanse makaken samen in bad in Nagano

- het mannentransfersysteem; vrouwen blijven hierbij in de groep waarin ze zijn geboren;[34]
- monogame soorten; een man-vrouwband (niet per se voor het leven), soms vergezeld van eigen jongen;[35]
- Solitaire soorten; vaak mannetjes die een territorium verdedigen dat tevens het leefgebied is van verscheidene vrouwtjes.[36]

Andere structuren komen ook echter voor, waarbij bijvoorbeeld zowel de mannen als de vrouwen van groep wisselen.

### Voedsel
Primaten maken gebruik van een grote verscheidenheid aan voedingsbronnen. De meeste primaten hebben onder meer vruchten op hun voedingspatroon staan voor licht verteerbare koolhydraten en vetten voor energie. Ze hebben echter ander voedsel nodig, zoals bladeren en insecten, voor aminozuren, vitamines en mineralen. Primaten uit de onderorde Strepsirrhini kunnen zelf vitamine C aanmaken, net als de meeste andere zoogdieren, terwijl primaten uit de onderorde Haplorrhini deze mogelijkheid hebben verloren en daarom deze vitamine in hun voeding nodig hebben.

## Foto's

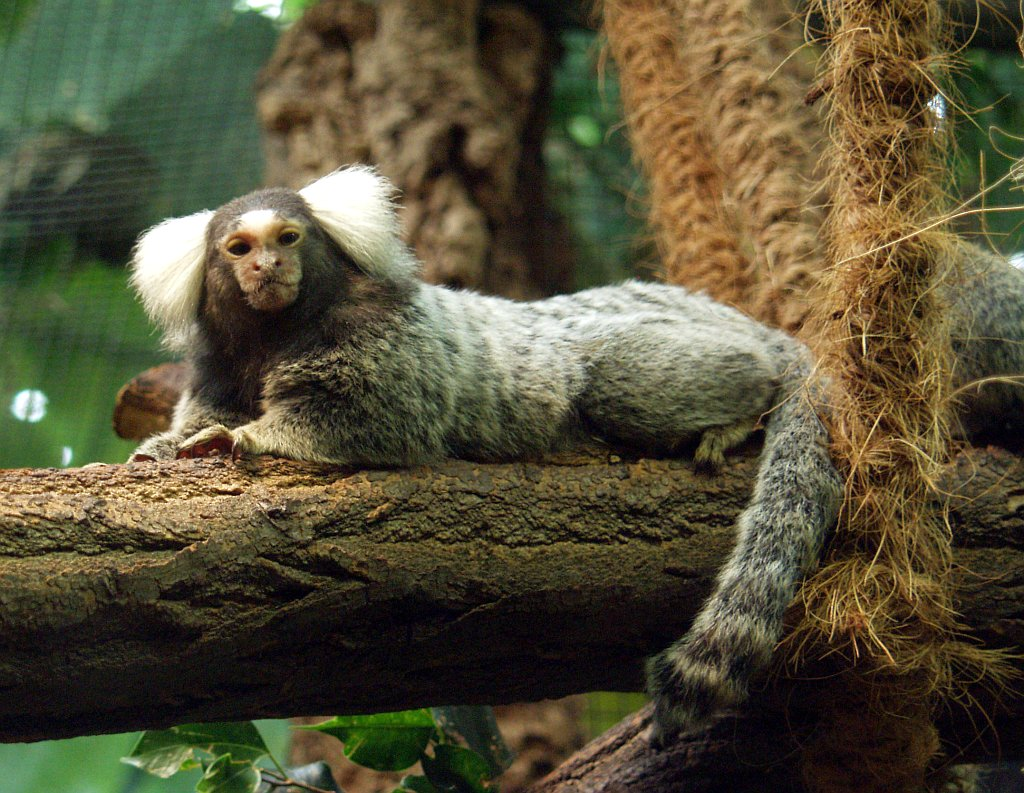
Gewoon penseelaapje (Callithrix jacchus)
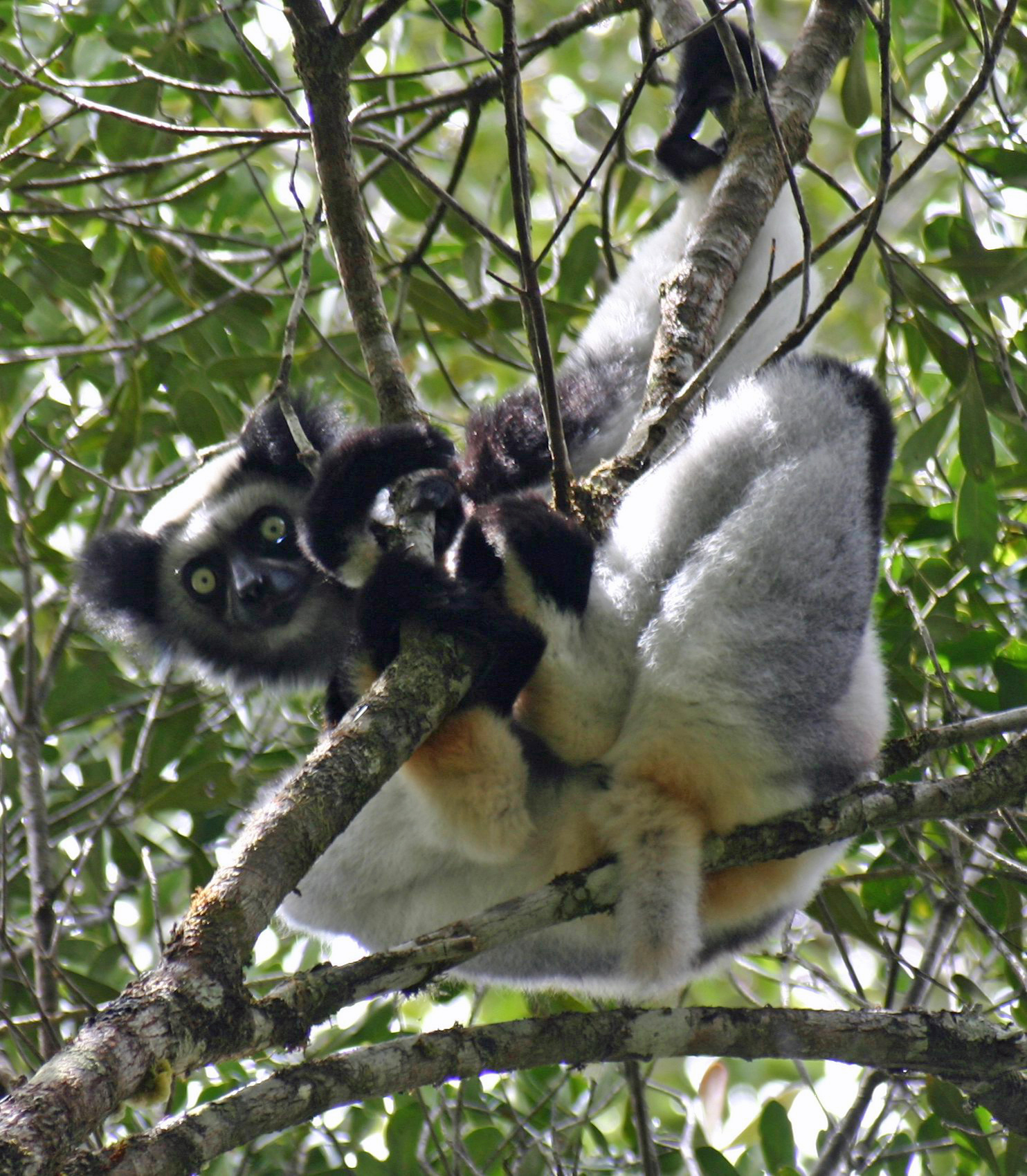
Indri (Indri indri)
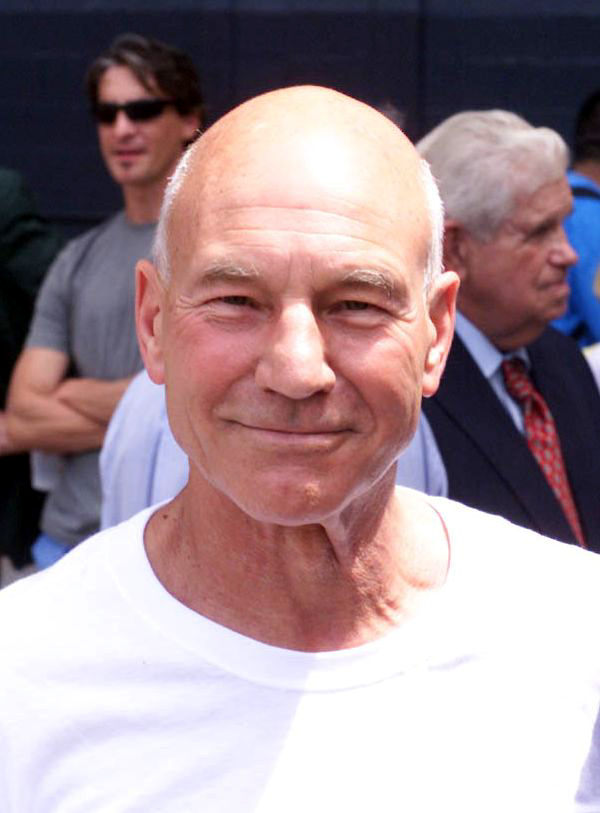
Mens (Homo sapiens)

## Taxonomie
Deze orde bestaat uit 2 onderordes.
- Orde: Primates (Primaten)
  - Onderorde: Haplorhini (Apen en spookdieren)
    - Infraorde: Simiiformes (Apen)
      - Parvorde: Platyrrhini (Breedneusapen)
      -  Parvorde: Catarrhini (Smalneusapen)
        - Superfamilie: Cercopithecoidea (Apen van de Oude Wereld)
        -  Superfamilie: Hominoidea (Mensapen)

    -  Infraorde: Tarsiiformes (Spookdiertjes en verwanten)

  -  Onderorde: Strepsirrhini (Halfapen)
    - Infraorde: Adapiformes †
    - Infraorde: Lemuriformes (Lemuren)
      - Superfamilie: Cheirogaleoidea (Dwergmaki's)
      -  Superfamilie: Lemuroidea

    -  Infraorde: Lorisiformes (Lori's en galago's)

## Cladogrammen van de primaten en mensapen

### Primaten
|                       | Cercopithecoidea (apen van de Oude Wereld)                                         |
|                       |                                                                                    |
| Hominoidea (mensapen) | \| \| Hylobatidae (gibbons) \| \| \| \| \| \| Hominidae (mensachtigen) \| \| \| \| |
|                       | \| \| Hylobatidae (gibbons) \| \| \| \| \| \| Hominidae (mensachtigen) \| \| \| \| |
|                       | Hylobatidae (gibbons)                                                              |
|                       |                                                                                    |
|                       | Hominidae (mensachtigen)                                                           |
|                       |                                                                                    |

|  | Hylobatidae (gibbons)    |
|  |                          |
|  | Hominidae (mensachtigen) |
|  |                          |

|                       | Cercopithecoidea (apen van de Oude Wereld)                                         |
|                       |                                                                                    |
| Hominoidea (mensapen) | \| \| Hylobatidae (gibbons) \| \| \| \| \| \| Hominidae (mensachtigen) \| \| \| \| |
|                       | \| \| Hylobatidae (gibbons) \| \| \| \| \| \| Hominidae (mensachtigen) \| \| \| \| |
|                       | Hylobatidae (gibbons)                                                              |
|                       |                                                                                    |
|                       | Hominidae (mensachtigen)                                                           |
|                       |                                                                                    |

|  | Hylobatidae (gibbons)    |
|  |                          |
|  | Hominidae (mensachtigen) |
|  |                          |

|                       | Cercopithecoidea (apen van de Oude Wereld)                                         |
|                       |                                                                                    |
| Hominoidea (mensapen) | \| \| Hylobatidae (gibbons) \| \| \| \| \| \| Hominidae (mensachtigen) \| \| \| \| |
|                       | \| \| Hylobatidae (gibbons) \| \| \| \| \| \| Hominidae (mensachtigen) \| \| \| \| |
|                       | Hylobatidae (gibbons)                                                              |
|                       |                                                                                    |
|                       | Hominidae (mensachtigen)                                                           |
|                       |                                                                                    |

|  | Hylobatidae (gibbons)    |
|  |                          |
|  | Hominidae (mensachtigen) |
|  |                          |

|                       | Cercopithecoidea (apen van de Oude Wereld)                                         |
|                       |                                                                                    |
| Hominoidea (mensapen) | \| \| Hylobatidae (gibbons) \| \| \| \| \| \| Hominidae (mensachtigen) \| \| \| \| |
|                       | \| \| Hylobatidae (gibbons) \| \| \| \| \| \| Hominidae (mensachtigen) \| \| \| \| |
|                       | Hylobatidae (gibbons)                                                              |
|                       |                                                                                    |
|                       | Hominidae (mensachtigen)                                                           |
|                       |                                                                                    |

|  | Hylobatidae (gibbons)    |
|  |                          |
|  | Hominidae (mensachtigen) |
|  |                          |

|                       | Cercopithecoidea (apen van de Oude Wereld)                                         |
|                       |                                                                                    |
| Hominoidea (mensapen) | \| \| Hylobatidae (gibbons) \| \| \| \| \| \| Hominidae (mensachtigen) \| \| \| \| |
|                       | \| \| Hylobatidae (gibbons) \| \| \| \| \| \| Hominidae (mensachtigen) \| \| \| \| |
|                       | Hylobatidae (gibbons)                                                              |
|                       |                                                                                    |
|                       | Hominidae (mensachtigen)                                                           |
|                       |                                                                                    |

|  | Hylobatidae (gibbons)    |
|  |                          |
|  | Hominidae (mensachtigen) |
|  |                          |

|                       | Cercopithecoidea (apen van de Oude Wereld)                                         |
|                       |                                                                                    |
| Hominoidea (mensapen) | \| \| Hylobatidae (gibbons) \| \| \| \| \| \| Hominidae (mensachtigen) \| \| \| \| |
|                       | \| \| Hylobatidae (gibbons) \| \| \| \| \| \| Hominidae (mensachtigen) \| \| \| \| |
|                       | Hylobatidae (gibbons)                                                              |
|                       |                                                                                    |
|                       | Hominidae (mensachtigen)                                                           |
|                       |                                                                                    |

|  | Hylobatidae (gibbons)    |
|  |                          |
|  | Hominidae (mensachtigen) |
|  |                          |

|                       | Cercopithecoidea (apen van de Oude Wereld)                                         |
|                       |                                                                                    |
| Hominoidea (mensapen) | \| \| Hylobatidae (gibbons) \| \| \| \| \| \| Hominidae (mensachtigen) \| \| \| \| |
|                       | \| \| Hylobatidae (gibbons) \| \| \| \| \| \| Hominidae (mensachtigen) \| \| \| \| |
|                       | Hylobatidae (gibbons)                                                              |
|                       |                                                                                    |
|                       | Hominidae (mensachtigen)                                                           |
|                       |                                                                                    |

|  | Hylobatidae (gibbons)    |
|  |                          |
|  | Hominidae (mensachtigen) |
|  |                          |

|                       | Cercopithecoidea (apen van de Oude Wereld)                                         |
|                       |                                                                                    |
| Hominoidea (mensapen) | \| \| Hylobatidae (gibbons) \| \| \| \| \| \| Hominidae (mensachtigen) \| \| \| \| |
|                       | \| \| Hylobatidae (gibbons) \| \| \| \| \| \| Hominidae (mensachtigen) \| \| \| \| |
|                       | Hylobatidae (gibbons)                                                              |
|                       |                                                                                    |
|                       | Hominidae (mensachtigen)                                                           |
|                       |                                                                                    |

|  | Hylobatidae (gibbons)    |
|  |                          |
|  | Hominidae (mensachtigen) |
|  |                          |

### Mensachtigen
|  | Sumatraanse orang-oetan (Pongo abelii) |
|  | |
|  | \| \| Tapanuli-orang-oetan (Pongo tapanuliensis) \| \| \| \| \| \| Borneose orang-oetan (Pongo pygmaeus), twee of drie ondersoorten \| \| \| \| |
|  | |
|  | Tapanuli-orang-oetan (Pongo tapanuliensis) |
|  | |
|  | Borneose orang-oetan (Pongo pygmaeus), twee of drie ondersoorten                                                                                |
|  | |

|  | Tapanuli-orang-oetan (Pongo tapanuliensis)                       |
|  |                                                                  |
|  | Borneose orang-oetan (Pongo pygmaeus), twee of drie ondersoorten |
|  |                                                                  |

|  | westelijke laaglandgorilla |
|  |                            |
|  | Cross Rivergorilla         |
|  |                            |

|  | oostelijke laaglandgorilla |
|  |                            |
|  | berggorilla                |
|  |                            |

|  | westelijke laaglandgorilla |
|  |                            |
|  | Cross Rivergorilla         |
|  |                            |

|  | oostelijke laaglandgorilla |
|  |                            |
|  | berggorilla                |
|  |                            |

| Chimpansees (Pan) | \| \| chimpansee (Pan troglodytes) \| \| \| \| \| \| bonobo of dwergchimpansee (Pan paniscus) \| \| \| \| |
|                   | \| \| chimpansee (Pan troglodytes) \| \| \| \| \| \| bonobo of dwergchimpansee (Pan paniscus) \| \| \| \| |
| Mensen (Homo)     | Mens (Homo sapiens)                                                                                       |
|                   | Mens (Homo sapiens)                                                                                       |
|                   | chimpansee (Pan troglodytes)                                                                              |
|                   | |
|                   | bonobo of dwergchimpansee (Pan paniscus)                                                                  |
|                   | |

|  | chimpansee (Pan troglodytes)             |
|  |                                          |
|  | bonobo of dwergchimpansee (Pan paniscus) |
|  |                                          |

|  | westelijke laaglandgorilla |
|  |                            |
|  | Cross Rivergorilla         |
|  |                            |

|  | oostelijke laaglandgorilla |
|  |                            |
|  | berggorilla                |
|  |                            |

|  | westelijke laaglandgorilla |
|  |                            |
|  | Cross Rivergorilla         |
|  |                            |

|  | oostelijke laaglandgorilla |
|  |                            |
|  | berggorilla                |
|  |                            |

| Chimpansees (Pan) | \| \| chimpansee (Pan troglodytes) \| \| \| \| \| \| bonobo of dwergchimpansee (Pan paniscus) \| \| \| \| |
|                   | \| \| chimpansee (Pan troglodytes) \| \| \| \| \| \| bonobo of dwergchimpansee (Pan paniscus) \| \| \| \| |
| Mensen (Homo)     | Mens (Homo sapiens)                                                                                       |
|                   | Mens (Homo sapiens)                                                                                       |
|                   | chimpansee (Pan troglodytes)                                                                              |
|                   | |
|                   | bonobo of dwergchimpansee (Pan paniscus)                                                                  |
|                   | |

|  | chimpansee (Pan troglodytes)             |
|  |                                          |
|  | bonobo of dwergchimpansee (Pan paniscus) |
|  |                                          |

|  | Sumatraanse orang-oetan (Pongo abelii) |
|  | |
|  | \| \| Tapanuli-orang-oetan (Pongo tapanuliensis) \| \| \| \| \| \| Borneose orang-oetan (Pongo pygmaeus), twee of drie ondersoorten \| \| \| \| |
|  | |
|  | Tapanuli-orang-oetan (Pongo tapanuliensis) |
|  | |
|  | Borneose orang-oetan (Pongo pygmaeus), twee of drie ondersoorten                                                                                |
|  | |

|  | Tapanuli-orang-oetan (Pongo tapanuliensis)                       |
|  |                                                                  |
|  | Borneose orang-oetan (Pongo pygmaeus), twee of drie ondersoorten |
|  |                                                                  |

|  | westelijke laaglandgorilla |
|  |                            |
|  | Cross Rivergorilla         |
|  |                            |

|  | oostelijke laaglandgorilla |
|  |                            |
|  | berggorilla                |
|  |                            |

|  | westelijke laaglandgorilla |
|  |                            |
|  | Cross Rivergorilla         |
|  |                            |

|  | oostelijke laaglandgorilla |
|  |                            |
|  | berggorilla                |
|  |                            |

| Chimpansees (Pan) | \| \| chimpansee (Pan troglodytes) \| \| \| \| \| \| bonobo of dwergchimpansee (Pan paniscus) \| \| \| \| |
|                   | \| \| chimpansee (Pan troglodytes) \| \| \| \| \| \| bonobo of dwergchimpansee (Pan paniscus) \| \| \| \| |
| Mensen (Homo)     | Mens (Homo sapiens)                                                                                       |
|                   | Mens (Homo sapiens)                                                                                       |
|                   | chimpansee (Pan troglodytes)                                                                              |
|                   | |
|                   | bonobo of dwergchimpansee (Pan paniscus)                                                                  |
|                   | |

|  | chimpansee (Pan troglodytes)             |
|  |                                          |
|  | bonobo of dwergchimpansee (Pan paniscus) |
|  |                                          |

|  | westelijke laaglandgorilla |
|  |                            |
|  | Cross Rivergorilla         |
|  |                            |

|  | oostelijke laaglandgorilla |
|  |                            |
|  | berggorilla                |
|  |                            |

|  | westelijke laaglandgorilla |
|  |                            |
|  | Cross Rivergorilla         |
|  |                            |

|  | oostelijke laaglandgorilla |
|  |                            |
|  | berggorilla                |
|  |                            |

| Chimpansees (Pan) | \| \| chimpansee (Pan troglodytes) \| \| \| \| \| \| bonobo of dwergchimpansee (Pan paniscus) \| \| \| \| |
|                   | \| \| chimpansee (Pan troglodytes) \| \| \| \| \| \| bonobo of dwergchimpansee (Pan paniscus) \| \| \| \| |
| Mensen (Homo)     | Mens (Homo sapiens)                                                                                       |
|                   | Mens (Homo sapiens)                                                                                       |
|                   | chimpansee (Pan troglodytes)                                                                              |
|                   | |
|                   | bonobo of dwergchimpansee (Pan paniscus)                                                                  |
|                   | |

|  | chimpansee (Pan troglodytes)             |
|  |                                          |
|  | bonobo of dwergchimpansee (Pan paniscus) |
|  |                                          |

## Genetische verwantschap tussen mensen en niet-menselijke primaten
De genomica van primaten wordt niet alleen bestudeerd door primatologen. De genetische verwantschap tussen mensen en andere primaten maakt van de gedetailleerde studie van het genoom van primatensoorten een rijke bron van ideeën over de menselijke biologie.
Na het afronden van het menselijkgenoomproject in 2003 werden gelijkaardige onderzoeken gepubliceerd voor niet-menselijke primaten. Het eerste dergelijke resultaat was de genoomsequentie van de chimpansee in 2005. Daaruit bleek dat de splitsing tussen chimpansees en mensen ongeveer 6 miljoen jaar geleden plaatsvond. We delen 98% sequentie-identiteit, en ongeveer 29% van de orthologe eiwitten zijn identiek, waarbij de meeste proteïnen gemiddeld maar in twee aminozuren verschillen. Zelfs deze kleine verschillen geven aanleiding tot aanzienlijke fenotypische verschillen, bijvoorbeeld in de synaptische dichtheid (het aantal verbindingen tussen hersencellen).
Om diverse praktische en wettelijke redenen is de studie van chimpanseegenetica moeilijk. Het meest gehanteerde niet-menselijke primaatmodel voor menselijke biologie is de resusaap, waarvan de genetische sequentie voor het eerst in 2007 werd blootgelegd. Resusapen en mensen hebben 93% sequentie-identiteit, wat wijst op een afsplitsing rond 25 miljoen jaar geleden. Andere primaten die gebruikt worden voor onrechtstreeks onderzoek naar de menselijke gezondheid zijn de baviaan en de vervet. In 2015 was het sequentie-onderzoek van deze soorten nog onderweg.

## Bedreiging met uitsterven en bescherming
De primaten zijn met 84 genera en 502 soorten (140 Strepsirrhini en 362 Haplorhini) de 4de meest diverse orde van zoogdieren na vleermuizen, knaagdieren en insecteneters. Dat, en het feit dat de habitat van de meeste soorten zich in tropische of subtropische wouden bevindt, maakt de afzonderlijke primatensoorten bijzonder kwetsbaar voor uitsterven. In 2020 stonden op de rode lijst van de International Union for Conservation of Nature and Natural Resources 468 primatensoorten vermeld, met de volgende bedreigingsstatus:
| statuscode | status               | aantal soorten | % van totaal |
| ---------- | -------------------- | -------------- | ------------ |
| LC         | niet bedreigd        | 131            | 27,99%       |
| NT         | gevoelig             | 30             | 6,41%        |
| VU         | kwetsbaar            | 87             | 18,59%       |
| EN         | bedreigd             | 128            | 27,35%       |
| CR         | ernstig bedreigd     | 68             | 14,53%       |
| EX         | uitgestorven         | 2              | 0,43%        |
| DD         | onvoldoende gegevens | 22             | 4,70%        |

De uitgestorven soorten van deze lijst zijn de Palaeopropithecus ingens (laatst gezien in 1620) en de Xenothrix mcgregori (laatst gezien rond 1700). De Primate Specialist Group is de autoriteit voor het beheer van de informatie over primaten op de rode lijst.
Wetenschappers hebben menselijke bedreigingen voor primaten in vier categorieën ondergebracht:
- eliminatie, degradatie, fragmentatie voor landbouw, ranching, houtkap, waterkracht
- jacht voor voedsel, specimens, lichaamsdelen
- vangst als huisdier of als aas
- aanleg van wegen leidt tot habitatfragmentatie

Daarnaast zijn er intrinsieke stochastische bedreigingen zoals ziektes, en extrinsieke bedreigingen zoals klimaatverandering.
De toenemende bezorgdheid over de toestand van wilde primatenpopulaties in de wereld begon rond het einde van de jaren 1960. Een belangrijke mijlpaal in de studie van de beschermingsproblematiek was het eerste symposium over neotropische primaten in 1972. Primaten vallen ook onder algemene internationale overeenkomsten over biodiversiteit zoals het Biodiversiteitsverdrag van Rio de Janeiro (meer bepaald het Nagoyaprotocol) en doelstelling 15 "leven op het land" van de duurzameontwikkelingsdoelstellingen van de Verenigde Naties waarin telkens veel aandacht uitgaat naar de bescherming van ecosystemen en habitats.
De praktische moeilijkheid om wilde primaten langdurig in hun natuurlijke omgeving te observeren, verhoogt het belang van burgerwetenschap bij hun bescherming. Een voorbeeld van een dergelijk initiatief is het Proyecto Primates Panama, waarbij meer dan 100 leden van plaatselijke gemeenschappen regelmatig waarnemingen of relevante feiten inbellen. Naast het wetenschappelijk voordeel verhoogt dit ook de betrokkenheid van de bevolking bij eventuele beschermingsmaatregelen.